# Henry Hay-Makdougall, 4. Baronet
Sir Henry Hay-Makdougall, 4. Baronet (* um 1750; † 13. April 1825) war ein schottisch-britischer Adliger.

## Leben
Er entstammte einer Nebenlinie des Clan Hay und war der einzige Sohn des Sir George Hay, 3. Baronet (1705–1777), aus dessen Ehe mit Barbara Makdougall, Erbtochter des Henry Makdougall, 14. Laird of Makerstoun. Sein Vater hatte den Familiennamen um den seiner Gattin zu „Hay-Makdougall“ ergänzt. Beim Tod seines Vaters erbte er am 24. Februar 1777 dessen Ländereien und den 1703 in der Baronetage of Nova Scotia geschaffenen Adelstitel als 4. Baronet, of Alderston in East Lothian.
Am 11. Mai 1782 heiratete er Isabella Douglas, Tochter des Admirals Sir James Douglas, 1. Baronet. Mit ihr hatte er eine Tochter, Anna Maria Mackdougall, die im November 1819 den Astronom und Lieutenant-General Sir Thomas Brisbane (1773–1860) heiratete. Sein Schwiegersohn änderte, als er bei seinem Tod 1825 seine Ländereien erbte, seinen Familiennamen zu „Makdougall-Brisbane“ und wurde 1836 zum 1. Baronet, of Brisbane in the County of Ayr, erhoben. Da Hay-Makdougall keine Söhne hatte, fiel sein Baronettitel bei seinem Tod an seinen Neffen dritten Grades (einen Urenkel des Bruders seines Großvaters) Thomas Hay († 1832) als 5. Baronet.